# Under the Pink
Under the Pink – drugi solowy album studyjny amerykańskiej piosenkarki i kompozytorki Tori Amos, wydany 25 stycznia 1994 roku.
Album nagrywany był w hacjendzie w Taos w Nowym Meksyku. W porównaniu z poprzednim albumem prezentował oszczędniejsze aranżacje, niekiedy ograniczone jedynie do akompaniującego Amos fortepianu.
Zadebiutował na pierwszym miejscu listy przebojów w Wielkiej Brytanii i na 12. w Stanach Zjednoczonych. Na całym świecie rozszedł się w prawie dwóch milionach egzemplarzy. Osiągnął status platynowej płyty.
W Australii i Nowej Zelandii ukazała się specjalna dwupłytowa edycja albumu zatytułowana More Pink: The B-Sides zawierająca dodatkową płytę z nagraniami ze stron B singli oraz czterema utworami będącymi stronami B singli z płyty "Little Earthquakes" z 1992 roku.
W 2015 roku Tori wydała edycję Deluxe tej płyty, na której znalazły się nagrania ze stron B singli oraz nagrania koncertowe 3 utworów z płyty "Under The Pink" i 4 utworów z płyty "Little Earthquakes".
W czasie gdy nagrywała płytę artystka na potrzeby filmu Johna Singletona "Studenci" napisała piosenkę "Butterfly" oraz wykonała cover utworu grupy R.E.M. - "Losing My Religion".

## Lista utworów
(wszystkie piosenki autorstwa Tori Amos)
1. "Pretty Good Year" – 3:25
2. "God" – 3:58
3. "Bells for Her" – 5:20
4. "Past the Mission" (wraz z Trentem Reznorem) – 4:05
5. "Baker Baker" – 3:20
6. "The Wrong Band" – 3:03
7. "The Waitress" – 3:09
8. "Cornflake Girl" – 5:06
9. "Icicle" – 5:47
10. "Cloud on My Tongue" – 4:44
11. "Space Dog" – 5:10
12. "Yes, Anastasia" – 9:33

### 2015 Deluxe Edition[10]
1. "Sister Janet" – 4:00
2. "Honey" – 3:47
3. "Daisy Dead Petals" – 3:03
4. "Over It" (Piano Suite) – 2:11
5. "Black Swan" – 2:11
6. "Home on the Range" (Cherokee Edition) – 2:11
7. "All the Girls Hate Her" (Piano Suite) – 2:11
8. "God" (The CJ Bolland Remix) – 5:58
9. "Here. In My Head" (Live in Bristol, Colston Hall, 7 marca 1994) – 6:05
10. "Upside Down" (Live in Boston, The Sanders Theatre, 31 marca 1994) – 5:57
11. "Past the Mission" (Live in Chicago, Vic Theatre, 24 marca 1994) – 4:21
12. "Icicle" (Live in LA, Wadsworth Theatre. 22 marca 1994) – 7:50
13. "Flying Dutchman" (Live in Chicago, Vic Theatre, 24 marca 1994) – 6:31
14. "Winter" (Live in Manchester, Free Trade Hall, 1 marca 1994) – 6:37
15. "The Waitress" (Live in Boston, The Sanders Theatre, 31 marca 1994) – 3:29

## Single
1. "Cornflake Girl" – styczeń 1994
2. "God" – luty 1994
3. "Pretty Good Year" – marzec 1994
4. "Past the Mission" – maj 1994

## Wideografia
- "Cornflake Girl" – Big TV!, 1994, wersja brytyjska
- "Cornflake Girl" – Tori Amos, Nancy Bennett, 1994, wersja amerykańska
- "God" – Melody McDaniel, 1994
- "Pretty Good Year" – Cindy Palmano, Sam Riley, 1994
- "Past the Mission" – Jake Scott, 1994

## Twórcy
- Tori Amos – śpiew, fortepian
- Trent Reznor – śpiew (gościnnie)
- George Porter Jr. – gitara basowa
- Carlo Nuccio – bębny
- Paulinho Da Costa – perkusja
- Steve Caton – gitary
- Eric Rosse – programowanie
- Paul McKenna – programowanie
- Steve Clayton – gitary, mandolina
- Merry Clayton – śpiew (gościnnie)
- John Philip Shenale – aranżacje instrumentów smyczkowych, organy Hammonda, ARP String Ensemble(inne języki)
- Scott Smalley – dyrygent

## Notowania
| Lista (1994)                    | Pozycja |
| ------------------------------- | ------- |
| Australia (ARIA)                | 5       |
| Austria (Ö3 Austria Top 40)     | 6       |
| Niemcy (Media Control Charts)   | 15      |
| Holandia (MegaCharts)           | 10      |
| Nowa Zelandia (RIANZ)           | 15      |
| Szkocja (Scottish Albums Chart) | 13      |
| Szwecja (Sverigetopplistan)     | 15      |
| Szwajcaria (Swiss Hitparade)    | 11      |
| UK Albums Chart                 | 1       |
| US Billboard 200                | 12      |